# Cañas (Spagna)
Cañas è un comune spagnolo di 125 abitanti situato nella comunità autonoma di La Rioja.